# Microchilus plowmanii
Microchilus plowmanii är en orkidéart som beskrevs av Paul Ormerod. Microchilus plowmanii ingår i släktet Microchilus och familjen orkidéer. Inga underarter finns listade i Catalogue of Life.